# Concentré de globules rouges
Les concentrés de globules rouges, également appelés concentrés cellulaires, ou encore culot globulaire, sont des globules rouges qui ont été séparés en vue d'une transfusion sanguine .

## Utilisations médicales
Les concentrés cellulaires sont généralement utilisés en cas d'anémie qui provoque des symptômes ou lorsque le taux d'hémoglobine est inférieur à 70 à 80 g/L (7 à 8 g/dL),,. Chez l'adulte, une unité augmente le taux d'hémoglobine d'environ 10 g/L (1 g/dL),. Des transfusions répétées peuvent être nécessaires chez les personnes recevant une chimiothérapie anticancéreuse ou qui ont des troubles de l'hémoglobine . L'appariement croisé est généralement requis avant que le sang ne soit donné, Il est administré par injection dans une veine .

## Effets secondaires
Les effets secondaires comprennent des réactions allergiques telles que l'anaphylaxie, la dégradation des globules rouges, l'infection, la surcharge volémique et les lésions pulmonaires . Avec les méthodes de préparation actuelles dans le monde développé, le risque d'infections virales telles que l'hépatite C et le VIH/SIDA est inférieur à un sur un million. Toutefois, les risques d'infection sont plus élevés dans les pays à faible revenu .

## Production
Les culots globulaires sont produits à partir de sang total ou par aphérèse , ils durent généralement de trois à six semaines.

## Historique et coût
L'utilisation généralisée des concentrés de globules rouges a commencé dans les années 1960. Ils figurent  sur la liste des médicaments essentiels de l'Organisation mondiale de la santé . Au Royaume-Uni, ils coûtent environ 120 livres sterling par unité . Il existe également un certain nombre d'autres versions, notamment le sang total, les globules rouges déleucocytés et les globules rouges lavés .